# Goteram
Goteram auch Gotram, Koteram (gestorben 803) war Graf, königlicher Sendbote und Präfekt des baierischen Ostlandes von Karl dem Großen. Er war möglicherweise Bruder oder Neffe von Galla, der Gattin des Präfekten „Altbaierns“ Audulf. Besitzungen hatte er an der Sempt bei Wörth und Erding. Den Tod fand er gemeinsam mit Graf Cadaloc im Dritten Awarenaufstand im Jahre 803 beim heute unbekannten Kastell Guntio.
Die Wiener Gotramgasse im Bezirk Donaustadt ist nach dem Grafen benannt.